# Nome póstumo
Um Nome Póstumo é um nome honorário dado aos imperadores, aos nobres, e às vezes a outros oficiais, em algumas culturas após a morte da pessoa. O nome póstumo é de uso geral de líderes da China, da Coreia, do Vietnã e do Japão.
Os nomes póstumos da China e do Vietnã foram dados também em honra às realizações da vida de muitos pessoas que não tiveram títulos hereditários, por exemplo aos cortesões bem sucedidos.
Na tradição japonesa, até hoje, é dado a um imperador um nome póstumo que corresponde ao nome de seu reino. A um falecido que não pertença à família real pode ser dado um nome póstumo budista conhecido como kaimyo, mas na prática, é mais usado seu nome enquanto vivo.
Um nome póstumo não deve ser confundido com o nome de era e o nome de templo. Para combinar o nome de templo de um imperador e o nome póstumo, coloca-se primeiro o nome de templo. Essa convenção aparece mais na soberana chinesa.

## História
Tendo suas origens na dinastia Zhou chinesa, os nomes póstumos foram usados por 800 anos posteriores no lugar dos nomes de templo. A primeira pessoa com nome póstumo foi Ji Chang, nomeado por seu filho Ji Fa de Zhou, como “o rei civil”. O uso de nomes póstumos parou na dinastia Qin, porque Qin Shi Huang proclamou que os descendentes não tem arbítrio para julgar os imperadores mais velhos e sábios. A prática reviveu na dinastia Han após a cessão do império de Qin.

## Imperadores chineses
Todos os nomes póstumos chineses possuíam um ou dois caráteres para “imperador”, Huángdì (皇帝), que pode ser encurtado para Dì; exceto aproximadamente uma dúzia de nomes póstumos que não tiveram Dì e nem Huáng.
Começando com o imperador Xiaowen de Han da China (mais geralmente “imperador Wen”), todos os imperadores de Han, exceto o primeiro da Dinastia Han Oriental, têm o caráter para “filial” (孝, xiào) no início de seus nomes póstumos. “Filial” é usado também nos nomes póstumos dos imperadores das dinastias Tang, Sung, Ming e Qing. Quando as imperatrizes de Qing ganharam nomes póstumos, xiào 孝 é sempre o carácter inicial.
O número de caracteres em nomes póstumos aumentou com o passar do tempo. Os imperadores da dinastia Tang têm nomes com sete à dezoito caráteres. Aqueles na dinastia Qing têm vinte e um caráteres. Por exemplo, aquele do imperador Shunzhi era “o imperador da ordem que observa os rituais celestiais com um destino solene, destinado para unificar, estabelecer com introspecções talentosos extremas, admirador as artes, manifestador do poder, com grande virtude e realização vasta, humanidade de alcance puramente filial” (o 體天隆運定統建極英睿欽文顯武大德弘功至仁純孝章皇帝, Escute à pronúnciaⓘ: tǐ tiān lóng yùn dìng tǒng jiàn jí yīng ruì qīn wén xiǎn wǔ dà dé hóng gōng zhì rén chún xiào zhāng huáng dì).
A mulher com o nome póstumo mais longo é a imperatriz Cixi, que é “a imperatriz admirável e filial, bondade dos novatos, com saúde abençoada, manifesta muita satisfação, sinceridade solene, com longevidade, fornece a admiração próspera, revela a adoração, próspera com um céu alegre, com uma aparência santa” (xiào qīn cí xǐ duān yòu kāng yí zhāo yù zhuāng chéng shòu gōng qīn xiàn chóng xī pèi tiān xīng shèng xiǎn huáng hòu, 孝欽慈禧端佑康頤昭豫莊誠壽恭欽獻崇熙配天興聖顯皇后).
Os nomes póstumos podem ser elogios (褒字) ou depreciações (貶字). Há mais elogios do que depreciações, os nomes póstumos são normalmente chamados como nome respeitoso (zūn hào 尊號) no chinês.

## Imperadores japoneses
Os nomes póstumos de imperadores japoneses são chamados teigō (帝号, literalmente, nomes do imperador). Além do que a denominação Ten'nō (天皇, literalmente, o soberano celestial, traduzido geralmente como o "imperador") que é uma parte do nome póstumo de todos os imperadores japoneses, a maioria consiste em dois caráteres kanji, embora alguns consistam em três. Alguns nomes são dados diversas gerações depois da morte do imperador como o imperador Jimmu e o imperador Antoku, por exemplo. Outro são dados imediatamente depois da morte, como aquele ocorreu com o imperador Mommu.

## Imperadores e reis coreanos
Embora os imperadores e os reis coreanos tenham nomes póstumos elaborados, geralmente referem-se a eles por seus nomes de templo.

## Outros oficiais
Também era comum que pessoas sem títulos hereditários, especialmente erudito-oficiais ou ministros, serem dados nomes póstumos pela corte imperial. Os caráteres usados nestes casos, são na maior parte os mesmos usados para os imperadores. O tamanho, entretanto, foi restringido a um ou dois caráteres.
Confúcio foi dado o nome póstumo longo em quase cada dinastia principal. Um famosos era 至聖先師, Zhìshèngxiānshī.
Às vezes um nome póstumo é dado a alguém não pela corte, mas por sua própria família ou seus discípulos. Tais nomes são nomes póstumos confidenciais (Sĩshì, 私諡). Por exemplo, Tao Qian foi dado o nome 靖節 Sishi Jìngjié.